# Naomichi Ueda
Naomichi Ueda (植田 直通 Ueda Naomichi?), född 24 oktober 1994, är en japansk fotbollsspelare som spelar för Cercle Brugge.
Ueda debuterade för Japans landslag den 12 december 2017 i en 2–1-vinst över Kina. I maj 2018 blev han uttagen i Japans trupp till fotbolls-VM 2018.